# Suède aux Jeux olympiques d'été de 1952
La Suède est représentée aux Jeux olympiques d'été de 1952 par une délégation conséquente de 206 athlètes, dont 23 femmes. Médaillés dans 12 sports différents sur les 19  proposés, les Scandinaves  s’approprient 35 médailles au total dont 12 en or. Ce qui leur permet d’occuper la  4e place au rang des nations. Les deux sports principaux pourvoyeurs de médailles des athlètes suédois étant La Lutte (8 médailles dont 3 en or) et l’Équitation (4 médailles d’or).

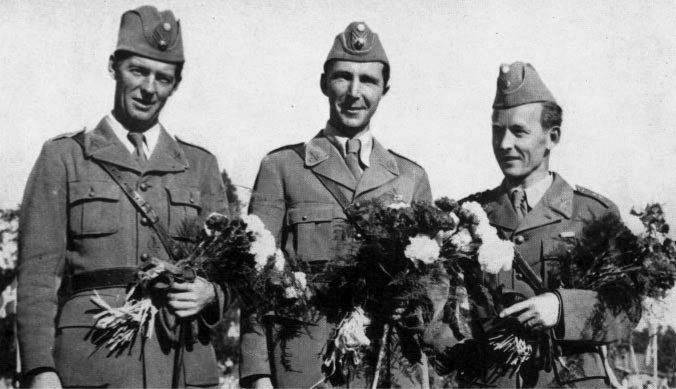
Folke Frölén, Hans von Blixen-Finecke, et Olof Stahre vainqueurs du Concours complet d’équitation, par équipes.

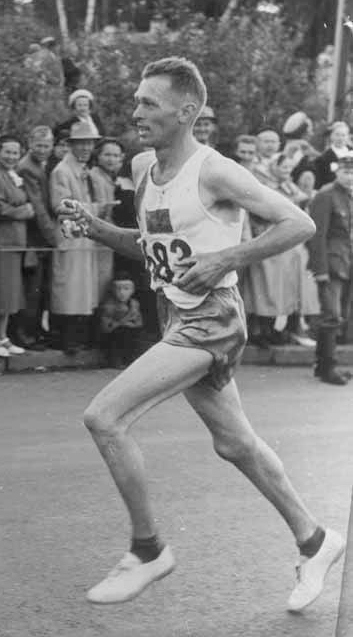
Gustaf Jansson obtient la médaille de bronze dans l’épreuve du Marathon.

## Bilan global
| Sport              | Médaille d'or, Jeux olympiques | Médaille d'argent, Jeux olympiques | Médaille de bronze, Jeux olympiques | Total |
| Athlétisme         | 1                              | 0                                  | 2                                   | 3     |
| Boxe               | 0                              | 1                                  | 1                                   | 2     |
| Canoë-kayak        | 1                              | 3                                  | 0                                   | 4     |
| Équitation         | 4                              | 0                                  | 0                                   | 4     |
| Escrime            | 0                              | 1                                  | 0                                   | 1     |
| Football           | 0                              | 0                                  | 1                                   | 1     |
| Gymnastique        | 2                              | 0                                  | 0                                   | 2     |
| Lutte              | 3                              | 4                                  | 1                                   | 8     |
| Natation           | 0                              | 0                                  | 2                                   | 2     |
| Pentathlon moderne | 1                              | 1                                  | 0                                   | 2     |
| Tir                | 0                              | 2                                  | 1                                   | 3     |
| Voile              | 0                              | 1                                  | 2                                   | 3     |
|                    | 12                             | 13                                 | 10                                  | 35    |

## Liste des médaillés

### Médailles d'or
| Sport                                                 | Discipline | Sportifs  |
| Médailles d’or : 12                                   | |           |
| Athlétisme                                            | |           |
| 10 km marche                                          | John Mikaelsson |           |
| Canoë-kayak                                           | |           |
| 1 000 mètres kayak monoplace hommes                   | Gert Fredriksson |           |
| Équitation                                            | |           |
| Dressage, épreuve individuelle                        | Henri Saint Cyr |           |
| Dressage, épreuve par équipes                         | Henri Saint Cyr Gustaf Adolf Boltenstern, Jr. Gehnäll Persson                                                           |           |
| Concours complet d'équitation, épreuve individuelle   | Hans von Blixen-Finecke, Jr.                                                                                            |           |
| Concours complet d'équitation, épreuve par équipes    | Hans von Blixen-Finecke, Jr. Olof Stahre Folke Frölén                                                                   |           |
| Gymnastique                                           | |           |
| sol, épreuve masculine                                | Karl Thoresson |           |
| Exercices d'ensemble avec agrès portatifs par équipes | Karin Lindberg Ann-Sofi Pettersson Evy Berggren Gun Roring Göta Pettersson Ingrid Sandahl Hjördis Nordin Vanja Blomberg |           |
| Lutte                                                 | |           |
| Lutte gréco-Romaine Poids mi-moyens, 73 - 79 kg       | Axel Grönberg |           |
| Lutte libre Poids légers, 62 - 67 kg                  | Olle Anderberg |           |
| Lutte libre Poids mi-lourds, 79 - 87 kg               | Viking Palm |           |
| Pentathlon moderne                                    | Epreuve Individuelle masculine                                                                                          | Lars Hall |

### Médailles d'argent
| Sport                                           | Discipline                       | Sportifs                                                                                         |
| Médailles d’argent : 13                         |                                  |                                                                                                  |
| Boxe                                            | Poids lourds (+80 kg)            | Ingemar Johansson                                                                                |
| Canoë-kayak                                     |                                  |                                                                                                  |
| 10 000 mètres kayak monoplace hommes            | Gert Fredriksson                 |                                                                                                  |
| 1 000 mètres kayak biplace hommes               | Lars Glasser Ingemar Hedberg     |                                                                                                  |
| 10 000 mètres kayak biplace hommes              | Gunnar Akerlund Hans Wetterström |                                                                                                  |
| Escrime                                         | Épée par équipes                 | Carl Forssell Lennart Magnusson Bengt Ljungquist Per Carleson Berndt-Otto Rehbinder Sven Fahlman |
| Lutte                                           |                                  |                                                                                                  |
| Lutte gréco-Romaine Poids légers, 62 - 67 kg    | Gustav Freij                     |                                                                                                  |
| Lutte gréco-Romaine Poids mi-moyens, 67 - 73 kg | Gösta Andersson                  |                                                                                                  |
| Lutte libre Poids mi-moyens, 67 - 73 kg         | Per Gunnar Berlin                |                                                                                                  |
| Lutte libre Poids lourds, + 87 kg               | Bertil Antonsson                 |                                                                                                  |
| Pentathlon moderne                              | Epreuve par équipes masculine    | Torsten Lindqvist Claes Egnell                                                                   |
| Tir                                             |                                  |                                                                                                  |
| Fosse olympique                                 | Knut Holmqvist                   |                                                                                                  |
| Tir au cerf courant à 100 m                     | Per Olof Sköldberg               |                                                                                                  |
| Voile                                           | Dragon                           | Per Gedda Sidney Boldt-Christmas Erland Almkvist                                                 |

### Médailles de bronze
| Sport                          | Discipline | Sportifs    |
| Médailles de bronze : 10       | |             |
| Athlétisme                     | |             |
| Marathon                       | Gustaf Jansson |             |
| Saut à la perche               | Ragnar Lundberg |             |
| Boxe                           | Poids moyens (-75 kg) | Stig Sjölin |
| Football                       | |             |
|                                | Kalle Svensson Lennart Samuelsson Erik Nilsson Holger Hansson Bengt Gustavsson Gösta Lennart Lindh Sylve Bengtsson Gösta Löfgren Ingvar Rydell Yngve Brodd Gösta Sandberg Olle Åhlund |             |
| Lutte                          | |             |
| Lutte libre moyens, 73 - 79 kg | György Gurics |             |
| Natation                       | |             |
| 100 m nage libre               | Göran Larsson |             |
| 400 m nage libre               | Per-Olof Östrand |             |
| Tir                            | |             |
| Fosse olympique                | Hans Liljedahl |             |
| Voile                          | |             |
| 5.5 mètres                     | Folke Wassén Carl-Erik Ohlson Magnus Wassén |             |
| Finn                           | Rickard Sarby |             |

## Sources
- (en) Suède aux Jeux olympiques d'été de 1952 sur olympedia.org
- (en) Site officiel du comité olympique suédois
- (fr) Tous les bilans officiels sur le site du Comité international olympique